# Hélène de Milly
Hélène de Milly, morte avant novembre 1168, est une dame noble d'origine française du royaume de Jérusalem. Elle est la fille de Philippe de Milly, seigneur d'Outre-Jourdain, et de son épouse Isabelle du Puy.
En 1161, le père d'Hélène cède ses terres de Naplouse au roi Baudouin II de Jérusalem et reçoit en retour la seigneurie d'Outre-Jourdain, un des plus grands fiefs du royaume. Parmi les nombreux témoins éminents de cet acte figurent Onfroy III de Toron, seigneur de Toron et époux de sa sœur Étiennette, et Gautier III Brisebarre, seigneur de Beyrouth.
Ce dernier épouse Hélène probablement avant 1164. De ce mariage nait un enfant :
- Béatrice Brisebarre, qui succède à sa mère.

Renier, son frère aîné et héritier de la seigneurie d'Outre-Jourdain, meurt jeune et sans héritier probablement en 1166 ou avant. Cette année là, son père Philippe de Milly résigne à son titre pour entrer dans l'ordre du Temple, faisant ainsi d'Hélène son héritière et elle devient dame d'Outre-Jourdain, la coutume du royaume à l'époque ne prescrivant pas encore la division égale d'un fief entre filles si le seigneur n'avait pas de fils. Hélène obtient ainsi les mêmes droits qu'un fils aîné et hérite de tout le fief conjointement avec son mari Gautier.
Hélène meurt avant le 18 novembre 1168, date à laquelle Gautier fait un don à l'ordre de Saint-Lazare pour le repos de son âme. Toutefois, ce décès fragilise la position de Gautier. Il demeure le seigneur d'Outre-Jourdain, mais seulement en tant que bailli (ou régent) de leur fille Béatrice pendant sa minorité. Mais Béatrice meurt à son tour peu de temps après, très probablement avant 1174, et la seigneurie d'Outre-Jourdain passe ensuite à la sœur cadette d'Hélène, Étiennette de Milly.